# Eragrostis mexicana
Eragrostis mexicana é uma espécie de planta com flor pertencente à família Poaceae. 
A autoridade científica da espécie é (Hornem.) Link, tendo sido publicada em Hortus Regius Botanicus Berolinensis 1: 190. 1827.

## Portugal
Trata-se de uma espécie presente no território português, nomeadamente no Arquipélago dos Açores.
Em termos de naturalidade é introduzida na região atrás indicada.

## Protecção
Não se encontra protegida por legislação portuguesa ou da Comunidade Europeia.